# الشاذلي العويني
الشاذلي العويني، واسمه الحقيقي الشاذلي بن جراد، ولد في 16 نوفمبر 1939، هو لاعب كرة قدم تونسي. بدأ مسيرته مع نادي الشباب الرياضي المطوي قبل اللعب مع الاتحاد الرياضي التونسي، وهو فريق يحظى بشعبية كبيرة في ذلك الوقت.

## المسيرة
ولد في عام 1939، ولعب لصالح الاتحاد الرياضي التونسي، الترجي الرياضي التونسي والمنتخب التونسي. لعب في صنف في 1958-59، برز من أجل إحساسه بالهدف (خمسة أهداف في الدوري واثنان في الكأس) وموهبته، مما دفع الترجي الرياضي التونسي إلى جذبه دون الحصول على موافقة ناديه الأصلي. ثم يوقع على رخصة ب، التي تدينه بالبطالة لموسم واحد، قبل أن يبدأ حياته المهنية الناجحة مما سمح له بالفوز بلقب هداف الرابطة المحترفة الأولى ثم كأس في عام 1964. كما أنه ينضم إلى الاختيار الوطني الذي يتنافس بعد ذلك بشدة عدد قليل من المباريات.
حاول في 1965-1966 تجربة مهنية في الجزائر، في نادي هيدرا الرياضي، لكنه فشل في دفع النادي في دوري الدرجة الأولى وعاد إلى الترجي الرياضي، تونس حيث أمضى ثلاثة مواسم تتخللها كأس الهادي شاكر في 1968 ونهائي كأس خسر في عام 1969. ثم عاد إلى الاتحاد الرياضي التونسي للموسم الأخير من حياته المهنية.

## الألقاب
- كأس تونس لكرة القدم
  - البطل 1964–65
- كأس الهادي شاكر
  - البطل 1968

## الإحصائيات

### الترجي الرياضي التونسي
- 132 مباراة 48 هدف في الرابطة المحترفة الأولى
- 18 مباراة 9 أهداف في كأس تونس

### الاتحاد الرياضي التونسي
- 30 مباراة 7 أهداف في الرابطة المحترفة الأولى
- 2 مباريات 2 أهاداف في كأس تونس

### منتخب تونس
- 4 مباريات هدفين سجلهما ضد أوغندا وليبيا عام 1962